# Jerxheim
Jerxheim – miejscowość i gmina w Niemczech, w kraju związkowym Dolna Saksonia, w powiecie Helmstedt, siedziba gminy zbiorowej Heeseberg.